# خیابان اوش

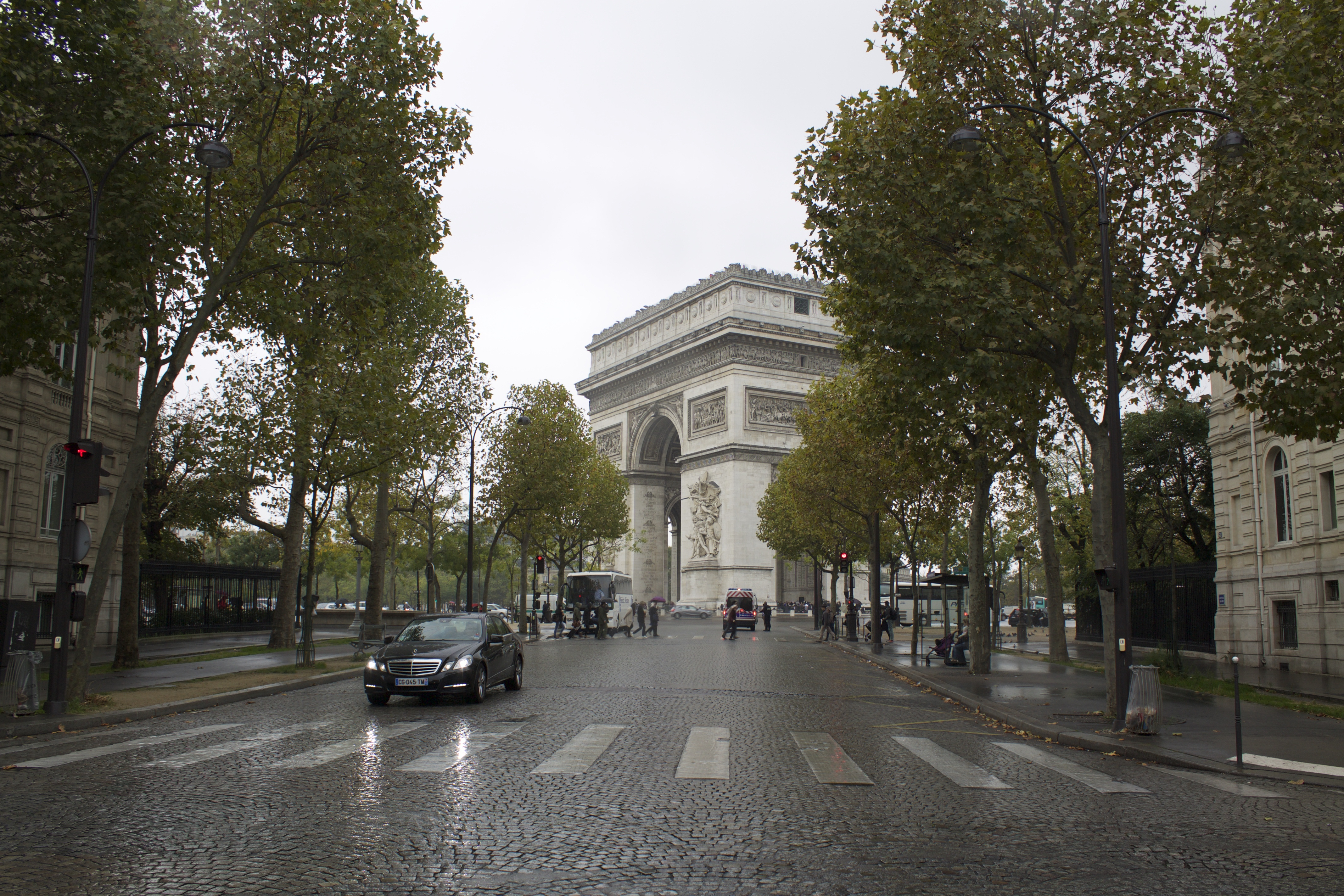
خیابان اوش در امتداد طاق پیروزیی

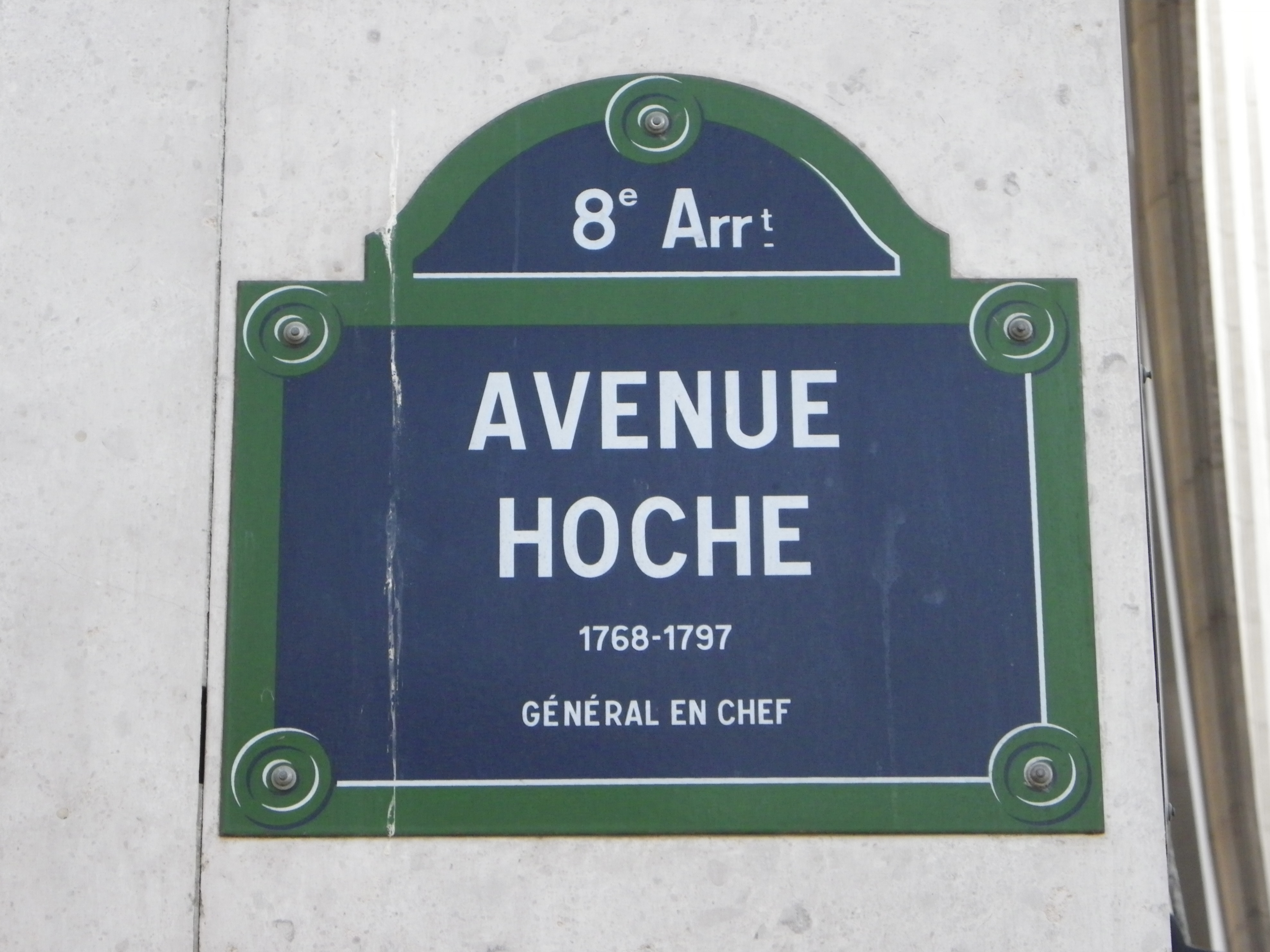
پلاک خیابان اوش در پاریس.

خیابان اوش (به فرانسوی: Avenue Hoche) یک خیابان در منطقه ۸ پاریس فرانسه است.

## موقعیت
خیابان در تقاطع ۶۷، از میدان شارل دوگل تا طاق پیروزی، در منطقه ۸ امتداد دارد.

## تاریخچه
این خیابان به عنوان یک جاده خصوصی در سال ۱۸۲۲ ساخته شد. بعداً به افتخار ژنرال لازار اوش تغییر نام داد.